# Veliki petstrani heksekontaeder
| Veliki petstrani heksekontaeder                   | Veliki petstrani heksekontaeder                      |
| ------------------------------------------------- | ---------------------------------------------------- |
|                                                   |                                                      |
| Vrsta                                             | zvezdni polieder                                     |
| Elementi                                          | F = 60, E = 150, V =92 ({\displaystyle \chi \,} = 2) |
| Grupa simetrije                                   | I, [5,3]+, 532                                       |
| Sklici                                            | DU57                                                 |
| veliki prirezan ikozidodekaeder (dualni polieder) |                                                      |

Veliki petstrani heksekontaeder je nekonveksni izoederski polieder. Je dualno telo velikega prirezanega ikozidodekaedra. Ima 60 sekajočih se nepravilnih petstranih stranskih ploskev, 120 robov in 92 oglišč.

## Vir
- Wenninger, Magnus (1983), Dual Models, Cambridge University Press, ISBN 978-0-521-54325-5, MR730208